# Lista de municípios de Goiás por IDH-M

Mapa do IDH de Goiás.Legenda:
Muito alto (nenhum município)
Alto (114 municípios)
Médio (129 municípios)
Baixo (3 municípios)
Muito baixo (nenhum município)

Esta é uma lista de municípios do estado brasileiro de Goiás por Índice de Desenvolvimento Humano (IDH), segundo dados do Programa da Nações Unidas para o Desenvolvimento (PNUD) datados do ano 2010. De acordo com os dados de 2010, o município com o maior Índice de Desenvolvimento Humano no estado de Goiás era Goiânia, com um índice de 0,799 (considerado alto), e o município com o menor índice foi Cavalcante, com um índice de 0,584 (considerado baixo). De todos os municípios do estado, nenhum município registrou um IDH muito alto, enquanto 114 apresentaram um IDH alto, 129 IDH médio, 3 municípios IDH baixo, e nenhum município IDH muito baixo.
O cálculo do índice é composto a partir de dados de expectativa de vida ao nascer (IDH-L), educação (IDH-E), e PIB em Paridade do Poder de Compra per capita (IDH-R) recolhidos em nível nacional ou regional, e possui o objetivo de medir o padrão de vida. O índice foi desenvolvido em 1990 pelos economistas Amartya Sen e Mahbub ul Haq, e vem sendo usado desde 1993 pelo Programa das Nações Unidas para o Desenvolvimento (PNUD).
O Índice de Desenvolvimento Humano varia de 0 até 1, e nesta lista é dividido em cinco categorias: IDH muito alto (0,800 – 1,000), IDH alto (0,700 – 0,799), IDH médio (0,600  0,699), IDH baixo (0,500 – 0,599) e IDH muito baixo (0,000 – 0,499).

## Lista
| Posição                      | Município                   | IDH municipal               | IDH municipal               |
| Posição                      | Município                   | Estimativas para 2010       |                             |
| Desenvolvimento humano alto  | Desenvolvimento humano alto | Desenvolvimento humano alto | Desenvolvimento humano alto |
| ---------------------------- | --------------------------- | --------------------------- | --------------------------- |
| 1                            | Goiânia                     | 0,799                       |                             |
| 2                            | Ceres                       | 0,775                       |                             |
| 3                            | Catalão                     | 0,766                       |                             |
| 4                            | Goiandira                   | 0,760                       |                             |
| 5                            | Jataí                       | 0,757                       |                             |
| 6                            | Rio Verde                   | 0,754                       |                             |
| 7                            | Itumbiara                   | 0,752                       |                             |
| 8                            | Ouvidor                     | 0,747                       |                             |
| 9                            | Nova Aurora                 | 0,747                       |                             |
| 10                           | Valparaíso de Goiás         | 0,746                       |                             |
| 11                           | Mairipotaba                 | 0,745                       |                             |
| 12                           | Três Ranchos                | 0,745                       |                             |
| 13                           | Formosa                     | 0,744                       |                             |
| 14                           | Pires do Rio                | 0,744                       |                             |
| 15                           | Iporá                       | 0,743                       |                             |
| 16                           | Jussara                     | 0,743                       |                             |
| 17                           | Barro Alto                  | 0,742                       |                             |
| 18                           | Chapadão do Céu             | 0,742                       |                             |
| 19                           | Quirinópolis                | 0,740                       |                             |
| 20                           | Lagoa Santa                 | 0,740                       |                             |
| 21                           | Edéia                       | 0,739                       |                             |
| 22                           | Anápolis                    | 0,737                       |                             |
| 23                           | Cumari                      | 0,737                       |                             |
| 24                           | Uruaçu                      | 0,737                       |                             |
| 25                           | Sanclerlândia               | 0,736                       |                             |
| –                            | Goiás (média estadual)      | 0,735                       |                             |
| 26                           | Morrinhos                   | 0,734                       |                             |
| 27                           | Caldas Novas                | 0,733                       |                             |
| 28                           | Montividiu                  | 0,733                       |                             |
| 29                           | Aragarças                   | 0,732                       |                             |
| 30                           | Firminópolis                | 0,732                       |                             |
| 31                           | Urutaí                      | 0,732                       |                             |
| 32                           | São Luís de Montes Belos    | 0,731                       |                             |
| 33                           | Rio Quente                  | 0,731                       |                             |
| 34                           | Caçu                        | 0,730                       |                             |
| 35                           | Palmelo                     | 0,730                       |                             |
| 36                           | Diorama                     | 0,729                       |                             |
| 37                           | Cachoeira de Goiás          | 0,727                       |                             |
| 38                           | Goianésia                   | 0,727                       |                             |
| 39                           | Porangatu                   | 0,727                       |                             |
| 40                           | Rialma                      | 0,727                       |                             |
| 41                           | Itapuranga                  | 0,726                       |                             |
| 42                           | Goiatuba                    | 0,725                       |                             |
| 43                           | Anhanguera                  | 0,725                       |                             |
| 44                           | Itapaci                     | 0,725                       |                             |
| 45                           | Santa Helena de Goiás       | 0,724                       |                             |
| 46                           | São João da Paraúna         | 0,724                       |                             |
| 47                           | Santo Antônio de Goiás      | 0,723                       |                             |
| 48                           | Água Limpa                  | 0,722                       |                             |
| 49                           | Palminópolis                | 0,722                       |                             |
| 50                           | Nerópolis                   | 0,721                       |                             |
| 51                           | Piracanjuba                 | 0,721                       |                             |
| 52                           | Piranhas                    | 0,721                       |                             |
| 53                           | São Simão                   | 0,720                       |                             |
| 54                           | Inhumas                     | 0,720                       |                             |
| 55                           | Ouro Verde de Goiás         | 0,719                       |                             |
| 56                           | Rubiataba                   | 0,719                       |                             |
| 57                           | Alto Horizonte              | 0,719                       |                             |
| 58                           | Itaberaí                    | 0,719                       |                             |
| 59                           | Itauçu                      | 0,718                       |                             |
| 60                           | Aparecida de Goiânia        | 0,718                       |                             |
| 61                           | Nova Veneza                 | 0,718                       |                             |
| 62                           | Itaguaru                    | 0,718                       |                             |
| 63                           | Mineiros                    | 0,718                       |                             |
| 64                           | Cidade Ocidental            | 0,718                       |                             |
| 65                           | Bela Vista de Goiás         | 0,716                       |                             |
| 66                           | Taquaral de Goiás           | 0,716                       |                             |
| 67                           | Davinópolis                 | 0,716                       |                             |
| 68                           | Formoso                     | 0,715                       |                             |
| 69                           | Niquelândia                 | 0,715                       |                             |
| 70                           | Orizona                     | 0,715                       |                             |
| 71                           | Santa Rita do Araguaia      | 0,714                       |                             |
| 72                           | Anicuns                     | 0,714                       |                             |
| 73                           | Alto Paraíso de Goiás       | 0,713                       |                             |
| 74                           | Palestina de Goiás          | 0,713                       |                             |
| 75                           | Santa Fé de Goiás           | 0,713                       |                             |
| 76                           | Carmo do Rio Verde          | 0,713                       |                             |
| 77                           | Petrolina de Goiás          | 0,712                       |                             |
| 78                           | Vianópolis                  | 0,712                       |                             |
| 79                           | Israelândia                 | 0,711                       |                             |
| 80                           | Paranaiguara                | 0,711                       |                             |
| 81                           | Cezarina                    | 0,711                       |                             |
| 82                           | Nazário                     | 0,710                       |                             |
| 83                           | Cachoeira Alta              | 0,710                       |                             |
| 84                           | Buriti Alegre               | 0,710                       |                             |
| 85                           | Goiás                       | 0,709                       |                             |
| 86                           | Silvânia                    | 0,709                       |                             |
| 87                           | Abadia de Goiás             | 0,708                       |                             |
| 88                           | Crixás                      | 0,708                       |                             |
| 89                           | Jandaia                     | 0,707                       |                             |
| 90                           | Estrela do Norte            | 0,707                       |                             |
| 91                           | Montes Claros de Goiás      | 0,707                       |                             |
| 92                           | Minaçu                      | 0,707                       |                             |
| 93                           | Cromínia                    | 0,706                       |                             |
| 94                           | Hidrolândia                 | 0,706                       |                             |
| 95                           | Joviânia                    | 0,706                       |                             |
| 96                           | Mossâmedes                  | 0,706                       |                             |
| 97                           | Santa Bárbara de Goiás      | 0,706                       |                             |
| 98                           | Buritinópolis               | 0,704                       |                             |
| 99                           | Ivolândia                   | 0,704                       |                             |
| 100                          | Uruana                      | 0,703                       |                             |
| 101                          | Goianápolis                 | 0,703                       |                             |
| 102                          | Edealina                    | 0,703                       |                             |
| 103                          | Adelândia                   | 0,702                       |                             |
| 104                          | Indiara                     | 0,701                       |                             |
| 105                          | Senador Canedo              | 0,701                       |                             |
| 106                          | Bom Jesus de Goiás          | 0,701                       |                             |
| 107                          | Luziânia                    | 0,701                       |                             |
| 108                          | Brazabrantes                | 0,701                       |                             |
| 109                          | Santa Terezinha de Goiás    | 0,701                       |                             |
| 110                          | Ipameri                     | 0,701                       |                             |
| 111                          | Santa Rosa de Goiás         | 0,701                       |                             |
| 112                          | Castelândia                 | 0,701                       |                             |
| 113                          | Americano do Brasil         | 0,700                       |                             |
| 114                          | Aurilândia                  | 0,700                       |                             |
| Desenvolvimento humano médio |                             |                             |                             |
| 115                          | Trindade                    | 0,699                       |                             |
| 116                          | Jaraguá                     | 0,699                       |                             |
| 117                          | Novo Brasil                 | 0,699                       |                             |
| 118                          | Cristalina                  | 0,699                       |                             |
| 119                          | Marzagão                    | 0,699                       |                             |
| 120                          | Palmeiras de Goiás          | 0,698                       |                             |
| 121                          | Cachoeira Dourada           | 0,698                       |                             |
| 122                          | Corumbaíba                  | 0,698                       |                             |
| 123                          | Damolândia                  | 0,697                       |                             |
| 124                          | Aloândia                    | 0,697                       |                             |
| 125                          | São Miguel do Passa Quatro  | 0,697                       |                             |
| 126                          | Turvânia                    | 0,697                       |                             |
| 127                          | Guapó                       | 0,697                       |                             |
| 128                          | Ipiranga de Goiás           | 0,696                       |                             |
| 129                          | Moiporá                     | 0,696                       |                             |
| 130                          | Morro Agudo de Goiás        | 0,695                       |                             |
| 131                          | Campo Alegre de Goiás       | 0,694                       |                             |
| 132                          | Heitoraí                    | 0,694                       |                             |
| 133                          | Goianira                    | 0,694                       |                             |
| 134                          | Aparecida do Rio Doce       | 0,693                       |                             |
| 135                          | Aporé                       | 0,693                       |                             |
| 136                          | Itarumã                     | 0,693                       |                             |
| 137                          | São Patrício                | 0,693                       |                             |
| 138                          | Araçu                       | 0,693                       |                             |
| 139                          | Rianápolis                  | 0,693                       |                             |
| 140                          | Pirenópolis                 | 0,693                       |                             |
| 141                          | Caiapônia                   | 0,693                       |                             |
| 142                          | Itaguari                    | 0,693                       |                             |
| 143                          | Campos Belos                | 0,692                       |                             |
| 144                          | Inaciolândia                | 0,692                       |                             |
| 145                          | Santo Antônio da Barra      | 0,691                       |                             |
| 146                          | Itajá                       | 0,691                       |                             |
| 147                          | Turvelândia                 | 0,691                       |                             |
| 148                          | Mara Rosa                   | 0,691                       |                             |
| 149                          | Abadiânia                   | 0,689                       |                             |
| 150                          | Jaupaci                     | 0,689                       |                             |
| 151                          | Cristianópolis              | 0,689                       |                             |
| 152                          | Campinorte                  | 0,688                       |                             |
| 153                          | Santa Cruz de Goiás         | 0,688                       |                             |
| 154                          | Pontalina                   | 0,687                       |                             |
| 155                          | Guaraíta                    | 0,687                       |                             |
| 156                          | Varjão                      | 0,687                       |                             |
| 157                          | Buriti de Goiás             | 0,687                       |                             |
| 158                          | Arenópolis                  | 0,687                       |                             |
| 159                          | Acreúna                     | 0,686                       |                             |
| 160                          | Panamá                      | 0,686                       |                             |
| 161                          | Águas Lindas de Goiás       | 0,686                       |                             |
| 162                          | Córrego do Ouro             | 0,686                       |                             |
| 163                          | São João d'Aliança          | 0,685                       |                             |
| 164                          | Terezópolis de Goiás        | 0,685                       |                             |
| 165                          | Caldazinha                  | 0,685                       |                             |
| 166                          | Fazenda Nova                | 0,685                       |                             |
| 167                          | Porteirão                   | 0,684                       |                             |
| 168                          | Novo Gama                   | 0,684                       |                             |
| 169                          | Professor Jamil             | 0,684                       |                             |
| 170                          | Vicentinópolis              | 0,684                       |                             |
| 171                          | Pilar de Goiás              | 0,684                       |                             |
| 172                          | Aragoiânia                  | 0,684                       |                             |
| 173                          | Mozarlândia                 | 0,683                       |                             |
| 174                          | Bonfinópolis                | 0,683                       |                             |
| 175                          | Santa Isabel                | 0,683                       |                             |
| 176                          | Alexânia                    | 0,682                       |                             |
| 177                          | Serranópolis                | 0,681                       |                             |
| 178                          | Nova Glória                 | 0,681                       |                             |
| 179                          | Amorinópolis                | 0,681                       |                             |
| 180                          | Corumbá de Goiás            | 0,680                       |                             |
| 181                          | Mutunópolis                 | 0,680                       |                             |
| 182                          | Matrinchã                   | 0,679                       |                             |
| 183                          | Nova América                | 0,678                       |                             |
| 184                          | Itapirapuã                  | 0,677                       |                             |
| 185                          | Maurilândia                 | 0,677                       |                             |
| 186                          | Hidrolina                   | 0,677                       |                             |
| 187                          | Perolândia                  | 0,676                       |                             |
| 188                          | Aruanã                      | 0,675                       |                             |
| 189                          | Gouvelândia                 | 0,674                       |                             |
| 190                          | Araguapaz                   | 0,674                       |                             |
| 191                          | Paraúna                     | 0,672                       |                             |
| 192                          | Britânia                    | 0,672                       |                             |
| 193                          | Água Fria de Goiás          | 0,671                       |                             |
| 194                          | Uirapuru                    | 0,670                       |                             |
| 195                          | Bom Jardim de Goiás         | 0,670                       |                             |
| 196                          | Planaltina                  | 0,669                       |                             |
| 197                          | São Luíz do Norte           | 0,669                       |                             |
| 198                          | Doverlândia                 | 0,668                       |                             |
| 199                          | Cabeceiras                  | 0,668                       |                             |
| 200                          | Mimoso de Goiás             | 0,665                       |                             |
| 201                          | Santa Tereza de Goiás       | 0,665                       |                             |
| 202                          | Santo Antônio do Descoberto | 0,665                       |                             |
| 203                          | Caturaí                     | 0,664                       |                             |
| 204                          | São Miguel do Araguaia      | 0,664                       |                             |
| 205                          | Teresina de Goiás           | 0,661                       |                             |
| 206                          | Campo Limpo de Goiás        | 0,661                       |                             |
| 207                          | Alvorada do Norte           | 0,660                       |                             |
| 208                          | Avelinópolis                | 0,660                       |                             |
| 209                          | Gameleira de Goiás          | 0,659                       |                             |
| 210                          | Leopoldo de Bulhões         | 0,659                       |                             |
| 211                          | Posse                       | 0,659                       |                             |
| 212                          | Novo Planalto               | 0,658                       |                             |
| 213                          | Colinas do Sul              | 0,658                       |                             |
| 214                          | Cocalzinho de Goiás         | 0,657                       |                             |
| 215                          | Nova Iguaçu de Goiás        | 0,655                       |                             |
| 216                          | Baliza                      | 0,655                       |                             |
| 217                          | Portelândia                 | 0,654                       |                             |
| 218                          | Campos Verdes               | 0,654                       |                             |
| 219                          | Campestre de Goiás          | 0,653                       |                             |
| 220                          | Trombas                     | 0,653                       |                             |
| 221                          | Divinópolis de Goiás        | 0,653                       |                             |
| 222                          | Guarinos                    | 0,652                       |                             |
| 223                          | São Francisco de Goiás      | 0,651                       |                             |
| Desenvolvimento humano baixo |                             |                             |                             |
| 224                          | Flores de Goiás             | 0,597                       |                             |
| 225                          | São Domingos                | 0,597                       |                             |
| 226                          | Cavalcante                  | 0,584                       |                             |